# 알마리눅스
알마리눅스(AlmaLinux)는 무료 및 오픈소스 리눅스 배포판으로, CloudLinux에 의해 제공되며 커뮤니티 지원을 받는 기업용 레드햇 엔터프라이즈 리눅스 (RHEL) 바이너리 호환 운영체제이다. AlmaLinux의 첫 번째 릴리즈는 2021년 3월 30일에 출시되었다.
CentOS의 대안으로 개발되었다.
알마리눅스는 RHEL과 동일한 소스 코드를 사용하며, RHEL과의 이진 호환성을 제공한다. 이는 기존에 CentOS를 사용하던 사용자들이 알마리눅스로 전환 시 기존의 애플리케이션 및 설정을 쉽게 이전할 수 있음을 의미한다.
알마리눅스는 엔터프라이즈 환경에서 안정성과 보안성을 제공한다. RHEL을 기반으로 하여 Red Hat의 패치와 보안 업데이트를 수신할 수 있으며, 기업용 애플리케이션 및 서비스를 지원하는 데 적합한 환경을 제공한다.
또한, 알마리눅스는 커뮤니티 주도 프로젝트로 개발되고 있으며, 사용자들의 기여와 참여를 환영하고 있다. 이는 알마리눅스가 오픈소스 커뮤니티의 지지를 받으며, 지속적인 개발과 업데이트를 보장할 수 있도록 한다.

## 같이 보기
- 로키 리눅스